# 曽根優
曽根 優（そね まさる、1974年7月15日 - ）は、NHKのアナウンサー。

## 人物
北海道札幌東高等学校、北海道大学文学部卒業後1997年入局。主にスポーツ実況を担当している。
身長は189cm。

## 現在の出演番組
- NHKニュースおはよう北海道（キャスター：2025年4月 - ）[2]
- スポーツ番組及びスポーツ中継
- 北海道のニュース
- ニュース北海道645（不定期）
- ほっとニュース845（不定期）

## 過去の出演番組
旭川放送局時代（1997年度 - ）
札幌放送局時代（1度目）（ - 2001年度）
- 北海道のニュース
- ほくほくテレビ（旅中継担当）

東京アナウンス室時代（1度目）（2002年度 - 2008年度夏）
- 探検ロマン世界遺産（リポーター）
- NHKニュースおはよう日本（土日祝スポーツキャスター、2002年4月 - 2004年3月）[3][4]
- Jリーグタイム（BS1、隔週　札幌赴任後の2010年11月14日の放送にも出演）

札幌放送局時代（2度目）（2008年度夏 - 2012年度）
- 北海道のニュース
- NHKニュースおはよう北海道（キャスター）
- ネットワークニュース北海道（登坂淳一アナの夏休みに伴うキャスター代行。2010年8月2日 - 6日・9日 - 13日、2011年8月22日 - 26日）
- ニュース北海道645（不定期）
- 全国高等学校野球選手権南北海道大会・全国高等学校野球選手権北北海道大会・春季大会・秋季大会など
- 2011年3月の東北地方太平洋沖地震では、仙台放送局に応援で派遣され、災害情報を中心にローカルニュースを担当した。

東京アナウンス室時代（2度目）（2013年度 - 2016年夏）
・各種スポーツ中継
G-Media出向時代（2016年夏 - 2017年夏）
・各種スポーツ中継
・ラジオニュース（不定期）
広島放送局時代（2017年夏 - 2020年7月）
- 広島県・中国地方のニュース
- お好みワイドひろしま（お好みスポーツキャスター、黒田信哉の夏休みに伴うキャスター代行。）
- ひろしまニュース845（不定期）
- ニュースちゅうごく645（不定期）
- おはよう中国（ラジオ第1・不定期）

東京アナウンス室時代（3度目）（2020年8月 - 2024年8月）
- らじるの時間（ラジオ第1）（2022年9月）

札幌放送局時代（3度目）（2024年9月 - ）
- NHKニュースおはよう北海道（松本真季のキャスター代行、2024年10月7日 - 8日）

## 主な実況実績
オリンピックJC実況
- 2010年、バンクーバーオリンピック - 閉会式などを担当
- 2012年、ロンドンオリンピック - 男女サッカー、バレーボールを担当
- 2014年、ソチオリンピック - アイスホッケーを中心にリュージュ、スケルトン、カーリングを担当
- 2018年、平昌オリンピック - スキージャンプ団体などを担当
- 2021年、2020東京オリンピック- 男子サッカーを中心に飛び込みなどを担当
- 2022年、北京オリンピック - 女子カーリング決勝などを担当

サッカーW杯
- 2010年、南アフリカ大会現地実況 - 開幕戦や準決勝などを12試合[5]を担当
- 2014年、ブラジル大会現地実況 - 準決勝や3位決定戦など9試合[6]を担当
- 2018年、ロシア大会現地実況 - 準決勝や決勝など8試合(録画含む)[7]を担当
- 2022年、カタール大会現地実況 - 開幕戦や日本戦、決勝の3試合(録画含む)[8]を担当

NFL
- 2008年、第42回スーパーボウル
- 2016年、第50回スーパーボウル　現地実況

その他
- 2015年1月、サッカーAFCアジアカップ（オーストラリア）現地実況 - 開幕戦や日本戦、決勝戦などを5試合[9]を担当